# Pastorius methenyi
Pastorius methenyi è un pesce osseo estinto, appartenente agli ofidiiformi. Visse nel Cretaceo superiore (Campaniano - Maastrichtiano, circa 75 - 70 milioni di anni fa) e i suoi resti fossili sono stati ritrovati in Italia.

## Descrizione
Come gli attuali membri degli ofidiiformi, anche Pastorius possedeva un corpo allungato e terminante in una coda appuntita, simile a quello di un'anguilla. Questo pesce era caratterizzato, come tutti gli ofidiiformi, da ossa exoccipitali estese posteriormente che andavano a escludere le ossa supraoccipitali dal margine cranico posteriore. Pastorius era caratterizzato da una combinazione di caratteristiche unica, che comprendeva una mascella molto espansa posteriormente, la presenza di una supramaxilla, otto branchiostegali, 39 vertebre, la prima spina neurale più corta delle seguenti, l'arco neurale della prima vertebra debolmente connesso al primo centro vertebrale tramite una sottile barra ossea, le vertebre addominali anteriori prive di costole espanse, scheletro caudale con il primo preurale fuso al primo centro urale, al primo uroneurale e alla piastra ipurale ventrale, la pinna caudale libera e dotata di 13 raggi, e un numero notevolmente ridotto di raggi nelle pinne dorsale e anale. 

## Classificazione
Pastorius è il più antico ofidiiforme noto attraverso resti completi. In particolare, sembra che questo pesce fosse il sister group di tutti i Bythitoidei, uno dei due grandi gruppi di ofidiiformi attuali. 
Pastorius methenyi venne descritto per la prima volta nel 2015 sulla base di un fossile ritrovato nella formazione Liburnica nei pressi di Trebiciano, nell'Italia nordorientale.
La scoperta del fossile di Pastorius è importante perché certifica la presenza di percomorfi dal corpo allungato e compresso già alla fine del Cretaceo, evidenziando un'alta differenziazione morfologica all'interno di questo gruppo di pesci ben prima dell'estinzione di fine Cretaceo.